# Antifa: The Anti-Fascist Handbook
Antifa: The Anti-Fascist Handbook é um livro de 2017 escrito pelo historiador americano Mark Bray, que expĺora a história dos movimentos antifascistas desde as décadas de 1920 e 1930 até o seu ressurgimento contemporâneo.

## Conteúdo
Antifa: The Anti-Fascist Handbook detalha o surgimento do antifascismo nas décadas de 1920 e 1930 e fornece uma análise dos movimentos antifascistas contemporâneos, particularmente o  movimento Antifa americano. Bray argumenta em seu livro que o antifascismo militante é uma tradição política razoável e legítima e descreve seu livro como "um apelo às armas descaradamente partidário que visa equipar uma nova geração de antifascistas com a história e teoria necessárias para derrotar a ressurgente extrema-direita". Entrevistas que Bray conduziu com ativistas antifa também estão incluídas no livro.

## Recepção
O San Francisco Chronicle elogiou a escrita do livro, classificando a análise de Bray como "metódica e informativa" e que seus argumentos como "incisivos e coesos". Carlos Lozada, do The Washington Post, disse que "a contribuição mais esclarecedora do livro é em relação à história dos esforços antifascistas no século passado, mas a questão mais relevante para hoje é sua justificativa para sufocar o discurso e derrotar os supremacistas brancos".
O historiador Paul Gottfried, em crítica na revista Chronicles, disse que no livro se encontra "a esquerda atual juntando-se aos comunistas e anarquistas do período entreguerras numa espécie de universo alternativo".
O jornal australiano Green Left disse que o livro é "um guia útil para o trabalho vital que grupos como a Antifa exercem na oposição à extrema direita".
Michael Novick elogiou o livro por este trazer lições dos fracassos dos primeiros esforços antifascistas em evitar a ascensão de Mussolini e Hitler ao poder, mas disse que Antifa "não compreende totalmente as raízes profundas do fascismo no colonialismo americano".
Zachary Yost, do The American Conservative, criticou o livro por seu apelo à violência, silenciamento da liberdade de expressão e pelo uso que Bray faz do termo fascismo.
Para os acadêmicos Sergio Schargel e Julia de Oliveira Góes Guimarães, o livro inovou em um campo de ampla fortuna crítica ao focar não no fascismo, mas no antifascismo. Ademais, também apontam a importância das entrevistas utilizadas no livro, e da fusão entre as facetas militante e acadêmica do autor.